# Elektronische Rechnung
Eine elektronische Rechnung (kurz: E-Rechnung) ist im Rechnungswesen ein elektronisches Dokument, das in einem elektronisch strukturierten Format ausgestellt, übermittelt, empfangen und elektronisch ausgewertet werden kann. Eine elektronische Rechnung gleicht in den Punkten Inhalt und Rechtsfolgen einer Rechnung in Papierform.

## Rechtliche Rahmenbedingungen

### Vorgaben der Europäischen Union
Grundlegende Vorgaben zur Rechnungsstellung an öffentliche Auftraggeber macht die Richtlinie 2010/45/EU Sie wird in Bezug auf elektronische Rechnungen ergänzt durch die vom Europäischen Parlament am 11. März 2014 beschlossene Richtlinie 2014/55/EU. Diese gibt den Mitgliedstaaten vor, öffentliche Auftraggeber und Vergabestellen zur Annahme und Verarbeitung elektronischer Rechnungen zu verpflichten. Anschließend wird eine neue europäische Norm für die elektronische Rechnungsstellung in Europa eingeführt: 36 Monate nach Inkrafttreten der Richtlinie soll ein semantisches Datenmodell für die elektronische Rechnungsstellung vorliegen, das die verschiedenen nationalen Standards in Einklang bringt. Nach weiteren 18 Monaten wird die Umsetzung zwingend vorgeschrieben.
Ziel ist nicht nur die Erstellung, Versendung, Übermittlung und Entgegennahme, sondern auch die Verarbeitung einer Rechnung vollständig zu automatisieren. Das heißt, dass die Empfänger die Rechnungen automatisch und digital verarbeiten sollen, und zwar auf Basis von strukturierten Daten.
Dabei muss eine elektronische Rechnung für den Vorsteuerabzug folgende Voraussetzungen erfüllen:
1. der Rechnungsempfänger muss der elektronischen Rechnung zustimmen
2. sie muss in einem elektronischen Format (z. B. PDF) ausgestellt, gesendet, empfangen und verarbeitet werden
3. menschliche Lesbarkeit muss gegeben sein
4. es muss die Echtheit der Herkunft garantiert sein (z. B. digitale Signatur oder internes Kontrollverfahren)
5. es muss die Unversehrtheit der Rechnung garantiert sein
6. alle weiteren Rechnungsmerkmale/Pflichtangaben für den Umsatzsteuerabzug müssen vorhanden sein

Dies haben Rechnungsempfänger und der Rechnungsaussteller unabhängig voneinander jeweils in ihrem Verfügungsbereich sicherzustellen.
Nach Plänen der Europäischen Kommission soll die elektronische Rechnungsstellung („e-Invoicing“) bis 2020 in Europa zum Standard werden.

### Deutschland
Seit dem 1. Juli 2011 sind in Deutschland gemäß Steuervereinfachungsgesetz 2011, mit dem die Richtlinie 2010/45/EU umgesetzt wurde, elektronische Rechnungen und klassische Papierrechnungen durch Änderung des § 14 des Umsatzsteuergesetzes gleichgestellt, um Geschäftsprozesse einfacher und effizienter zu machen. Zur nationalen Umsetzung sind gesetzliche Regelungen beim Bund und den 16 Bundesländern erforderlich. So ist für den Bund als Umsetzung der Richtlinie 2014/55/EU zur Umsetzung auf Bundesebene im Mai 2017 der neue § 4a des E-Government-Gesetzes in Kraft getreten, der die Bundesregierung ermächtigt, Vorgaben über die Ausgestaltung elektronischer Rechnungen durch Rechtsverordnung zu erlassen. Davon machte sie mit der E-Rechnungsverordnung (ERechV) Gebrauch, die überwiegend im November 2018 in Kraft (§ 11 ERechV) getreten ist und seit ihrem Inkrafttreten für die Rechnungsstellung an öffentliche Auftraggeber anzuwenden ist. Die Verordnung macht durch einen Verweis auf den kurz zuvor verkündeten Datenaustauschstandard XRechnung detaillierte Vorgaben über die technische Ausgestaltung elektronischer Rechnungen.
Die Umsetzungsfrist für den Empfang elektronischer Rechnungen im Standard XRechnung oder in einem Standard konform zur EU-Norm ist
- der 27. November 2018 (für die obersten Bundesbehörden und die Verfassungsorgane des Bundes),
- der 27. November 2019 (für alle anderen Bundesbehörden) und
- der 18. April 2020 für die subzentrale öffentliche Auftraggeber, Sektorenauftraggeber und Konzessionsgeber, d. h. auch die Bundesländer (sofern diese sich nicht zu einer früheren Annahme verpflichtet haben).[11][12]

Seit dem 27. November 2020 ist die Erstellung von Rechnungen an die öffentlichen Auftraggeber des Bundes in elektronischer Form vorgeschrieben (§ 3 Abs. 1 i. V. m. § 11 Abs. 3 ERechV). Einige Bundesländer haben hierzu ihre Lieferanten zu einem anderen Termin verpflichtet.
Seit 1. Januar 2025 gilt eine E-Rechnungspflicht für alle inländischen unternehmerischen Rechnungsempfänger, die keine Kleinunternehmer sind. Sie müssen ab diesem Termin in der Lage sein, elektronische Rechnungen nach den neuen Vorgaben empfangen und verarbeiten zu können. Die elektronische Rechnungstellung ist nicht an die Zustimmung des Rechnungsempfängers geknüpft. Ausnahmen gelten für bestimmte steuerfreie Umsätze, bei Kleinbeträgen bis 250 Euro Bruttobetrag sowie für Fahrausweise, die als Rechnung gelten. Rechnungen an Endverbraucher (B2C) benötigen allerdings weiter deren Zustimmung für die elektronische Rechnungstellung. In Art. 23 des Wachstumschancengesetzes zur Änderung des Umsatzsteuergesetzes (UStG) wird eine neue Definition des Begriffs „elektronische Rechnung“ eingeführt. Unterschieden wird dabei zwischen elektronischen Rechnungen und sonstigen Rechnungen. Eine elektronische Rechnung ist nunmehr daran erkennbar, dass sie in einem strukturierten elektronischen Format ausgestellt, übermittelt und empfangen wird und eine elektronische Verarbeitung ermöglicht. Sie muss der CEN-Norm EN 16931 entsprechen, was u. a. vom Format XRechnung oder dem hybriden Format ZUGFeRD (ab Version 2.0.1) erfüllt wird. Als „sonstige Rechnung“ werden sowohl papiergebundene Rechnungen bezeichnet als auch Rechnungen, die in einem anderen elektronischen Format übermittelt werden, also auch per E-Mail versandte PDF-Rechnungen.

### Österreich
Seit dem 1. Januar 2014 besteht in Österreich die Verpflichtung zur elektronischen Rechnungsstellung an Bundesstellen, mit Inkrafttreten des Informations- und Kommunikationstechnik-Konsolidierungsgesetzes (IKTKonG) ist die Übermittlung von e-Rechnungen im Waren- und Dienstleistungsverkehr. Davon betroffen sind alle 3300 Bundesdienststellen, etwa Ministerien, Bundessozialämter, Finanz- und Zollämter, Polizeiinspektionen und alle weiteren Behörden und Ämter des Bundes. Vorerst nicht betroffen sind die Ämter und Behörden der Länder und Gemeinden sowie Besitzungen des Bundes, die ausgelagert wurden, etwa die ÖBB oder die ASFINAG.
Es existieren zwei öffentlich verwendete Standards:

#### ebInterface
ebInterface basiert auf dem XML-Format und wird vom Verein AUSTRIAPRO im Auftrag der Wirtschaftskammer Österreich, gemeinsam mit Partnern aus der Wirtschaft, standardisiert. Offiziell unterstützt werden die Versionen 4.3, 5.0, 6.0 und 6.1.

#### Peppol-UBL
Peppol-UBL basiert auf dem UBL-Standard, dem ebenfalls eine XML-Struktur zugrunde liegt. Das Format wird von OASIS gepflegt. Die aktuellste Version ist die Version 2.1.
Beide Standards werden nach Eingang in e-Rechnung.gv.at in das Format AustroFIX (Austrian Financial Invoice eXchange) konvertiert. Dieses Format wird vom Bundesrechenzentrum weiterentwickelt und ist nur für die interne Weiterverarbeitung bestimmt. AustroFIX liegt aktuell in der Version 5 vor.

### Schweiz
In der Schweiz gibt es zwei Standards für digitalen Rechnungsverkehr:

#### eBill
eBills sind der Schweizer Standard für digitale Rechnungen. Adressaten können über ihr Onlinebanking-Konto einen Überblick über alle Rechnungen einsehen und offene Rechnungen zur Zahlung freigeben. Die Bundesverwaltung verlangt von ihren Lieferanten seit 1. Januar 2016 die E-Rechnung.

#### QR-Rechnung
Die QR-Rechnung ist ein Standard für maschinenlesbare Rechnungen. Sie enthält einen per Kamera oder Software einlesbaren QR-Code mit den Rechnungsinformationen. Sie löste ab 30. Juni 2020 bis 30. September 2022 die bisherigen Einzahlungsscheine ab.

### Ungarn
In Ungarn wurde von der Nationalen Steuer- und Zollbehörde (NAV) ein Format für elektronische Rechnungen definiert. Verpflichtende Verwendung findet es in der Online-Rechnung (Online Számla). Ab 1. Juli 2018 müssen alle ungarischen Firmen sämtliche Fakturen mit einem Steuerbetrag ab 100.000 Forint unmittelbar nach der Fertigstellung in Computersystemen mittels Webservice an die NAV übermittelt werden. Händisch ausgestellte Fakturen müssen innerhalb von 5 Tagen in einem Webportal nacherfasst und so übermittelt werden.

### Italien
Seit 2014 ist in Italien die elektronische Rechnungsstellung zwischen Unternehmen und Behörden (B2G) verbindlich vorgeschrieben. Seit dem 1. Januar 2019 gilt die Pflicht zur elektronischen Rechnungsstellung auch für alle mehrwertsteuerpflichtigen Unternehmen in Italien im Geschäftsverkehr mit anderen Unternehmen (B2B) und mit Endverbrauchern (B2C). Die Rechnungen müssen im FatturaPA-XML-Format ausgestellt und über die von der Agenzia delle Entrate verwaltete Plattform Sistema di Interscambio (SDI) übermittelt werden. Ausnahmen gelten für bestimmte grenzüberschreitende Transaktionen sowie einige Kleinstunternehmen und Unternehmen ohne Sitz in Italien.

## Eigenschaften

### Zustimmungserfordernis
Die Zustimmung ist an keine besondere Form gebunden. So kann z. B. die Verwendung der E-Rechnung in den AGB aufgenommen werden, aber es genügt auch die „stillschweigende Billigung durch tatsächliche Übung“ oder eine „konkludente Zustimmung“.

### Menschliche Lesbarkeit
Lesbarkeit bedeutet für Menschen inhaltlich erfassbar und verständlich. Ob diese Rechnungsangaben mit den maschinenlesbaren Werten im XML-Format übereinstimmen, wird bislang nicht technisch abgesichert.

### Echtheit der Herkunft und Unversehrtheit
Die Echtheit der Herkunft und die Unversehrtheit des Inhalts kann gewährleistet werden durch:
- eine qualifizierte elektronische Signatur i. S. d. Signaturgesetzes
- mittels elektronischen Datenaustausch (z. B. EDI-Verfahren)
- mittels PEPPOL-Verfahren (Pan-European Public Procurement OnLine)
- ein innerbetriebliches Kontrollverfahren, mit dem man jede Eintragung bis zu ihrer Quelle zurückverfolgen kann, um deren Richtigkeit zu prüfen.

### Rechnungsmerkmale/Pflichtangaben
Genauso wie bei der Papierrechnung sind alle Pflichtangaben einer Rechnung einzuhalten.

### Aufbewahrungspflicht
Die gesetzlichen Aufbewahrungsfristen müssen eingehalten werden (in Deutschland gemäß § 14b UStG 8 Jahre, bis 2025 10 Jahre, in Österreich 7 Jahre).

## Umstellung auf strukturiertes Format
In Deutschland gelten gem. § 14 UStG in der Fassung der Neuregelung durch das Wachstumschancengesetz seit dem 1. Januar 2025 einfache PDF-Dokumente nicht als elektronische Rechnung. Eine elektronische Rechnung ist demnach nur eine Rechnung, die in einem strukturierten elektronischen Format ausgestellt, übermittelt und empfangen wird und eine elektronische Verarbeitung ermöglicht. Eine PDF-Rechnung ist nach § 14 UStG eine „sonstige Rechnung in einem anderen elektronischen Format“, aber keine elektronische Rechnung. Die beiden bekanntesten Formate, die die Voraussetzungen einer elektronischen Rechnung (E-Rechnung) in dem Sinne erfüllen, sind ZUGFeRD-Rechnungen und XRechnungen. 
Davor war es unerheblich, ob es sich z. B. um ein Portable Document Format handelt oder die E-Rechnung als Bild (.jpg, .gif, .bmp, …) vorlag. Unerheblich war es auch, ob die Rechnung per E-Mail oder als Download von einem Server übermittelt wurde. Sie musste nur elektronisch ausgestellt und übermittelt bzw. empfangen werden.
In Deutschland gelten Rechnungen, die per Standard-Telefax empfangen werden, als Papierrechnung, während Rechnungen, die per Computer-Telefax oder Fax-Server empfangen werden, als sonstige Rechnung gelten.
In Österreich gelten mittels Telefax übermittelte Rechnungen, unabhängig von der verwendeten Telefax-Technologie, als elektronische Rechnungen. An den Bund können elektronische Rechnungen auf unterschiedliche Art und Weise übermittelt werden, Standardvorgabe ist ein manuell auszufüllendes Formular über das Unternehmerserviceportal (USP). Darüber hinaus ist ein Upload strukturierter Rechnungen im ebInterface-Standard möglich, die Nutzung von Webservice-Schnittstellen sowie die Inanspruchnahme von externen Dienstleistern sind zulässig.
Im Rahmen der Umsetzung der EU-Richtlinie 2014/44/EU wurden weitere Anforderungen an die elektronische Rechnung definiert, beispielsweise die Übersendung als XML-Datei gemäß der zugehörigen EU-Norm EN 16931 in den Syntaxen CII oder UBL.

## Normen und Standards
Die europäische Norm EN 16931 gibt den Rahmen für elektronische Rechnungen in der EU vor. Sie definiert, welche Angaben in einer elektronischen Rechnung vorkommen müssen, allerdings kein konkretes Format.
Jeder EU-Mitgliedsstaat kann eine eigene Core Invoice Usage Specification (CIUS) verwenden. In Deutschland wird sie XRechnung genannt. Sie gibt die Struktur einer elektronischen Rechnung und Pflichtfelder vor.
Um die strukturierten Daten der XRechnung oder der CIUS anderer EU-Mitgliedsstaaten zu speichern, stehen derzeit zwei unterschiedliche XML-Formate zur Verfügung:
Cross Industry Invoice (CII), ein vom United Nations Centre for Trade Facilitation and Electronic Business (UN/CEFACT) etablierter Standard für Rechnungsdaten und
Universal Business Language (UBL), ein von der OASIS Open Europe Foundation entwickeltes Format für den Austausch von Geschäftsdokumenten.
In beiden Ausprägungen ist die XRechnung nur eine maschinenlesbare XML-Datei, die alle nötigen Informationen enthält. Um eine XRechnung mit einer von Menschen lesbaren PDF-Datei zu verbinden, gibt es die deutsche ZUGFeRD-Spezifikation, die in Frankreich Factur-X genannt wird. Allerdings können damit nur XRechnungen im CII-Format in PDF-Dateien eingebettet werden.

## Verbände und Organisationen

### Verband elektronische Rechnung
In Deutschland haben sich an der Einführung der elektronischen Rechnung Interessierte im Verband elektronische Rechnung (VeR) zusammengeschlossen. Mitglieder sind vor allem Softwareanbieter, Beratungsfirmen und andere Unternehmen. Seine Ziele sind u. a. die Steigerung der Akzeptanz, der Markttransparenz und der Sicherheit der elektronischen Rechnung und die Definition von Qualitätsstandards für teilnehmende Unternehmen (technisch, inhaltlich, rechtlich, Betrieb) sowie Einhaltung dieser Standards. Ziel des Verbandes ist, dass 2020 bis zu 70 % aller Rechnungen zwischen Unternehmen elektronisch ausgetauscht werden.

### Forum elektronische Rechnung Deutschland (FeRD)
FeRD ist die nationale Plattform von Verbänden, Ministerien und Unternehmen zur Förderung der elektronischen Rechnung in Deutschland.
Das Forum wurde am 31. März 2010 in Berlin unter Beteiligung verschiedener Ministerien des Bundes und der Länder, des Bundeskanzleramtes (Sekretariat des Nationalen Normenkontrollrates, Geschäftsstelle Bürokratieabbau) sowie der Spitzenverbände der Wirtschaft, einiger Fachverbände unter dem Dach der vom Bundesministerium für Wirtschaft und Energie auf Beschluss des Deutschen Bundestages geförderten AWV – Arbeitsgemeinschaft für wirtschaftliche Verwaltung e. V. gegründet.
Das FeRD veröffentlichte im Juni 2014 ein einheitliches Datenformat für Deutschland (ZUGFeRD-Format).

### Austriapro
In Österreich fördert die Wirtschaftskammer die eRechnung über AUSTRIAPRO, den Verein zur Förderung der elektronischen Datenübermittlung im Geschäftsverkehr. Hier werden die Standards für das ebInterface definiert. Ziel ist es, die elektronische Rechnung nicht nur an den Bund, sondern auch zwischen Firmen zu verwenden. Bis jetzt können sehr viele aktuelle Rechnungssoftwarepakete Rechnungen im definierten XML-Format ausgeben, der Import dieser Dateien ins System ist noch nicht so verbreitet möglich.